# Claymont
Claymont è un census-designated place (CDP) degli Stati Uniti, situato nella Contea di New Castle nello stato del Delaware. la popolazione era di 9 220 abitanti per il censimento del 2000.

## Storia
Claymont e la regione intorno al fiume Delaware sono stati abitati dall'uomo fin dal 1200, con reperti però che arrivano con la datazione fino al 1600 a.C. I primi europei che giunsero nell'area la chiamarono con il nome del capo-tribù Lenape che occupava la zona. Nell'Ottocento da villaggio agricolo, Claymont si sviluppò come sobborgo adatto per le residenze delle ricche famiglie di Filadelfia, mentre nel Novecento divenne un importante centro industriale..
Claymont ha tale nome dal 1856, per gli sforzi della moglie del reverendo Clemson, pastore della Chiesa episcopale, dopo che abbandono la propria proprietà, Claymont Court, a Charles Town (Virginia Occidentale).

## Geografia fisica
Claymont è situata in una fascia pianeggiante a ridosso dell'Atlantic Coastal Plain e del Delaware ma anche vicina alla zona collinare del nord della contea di New Castle.
Secondo lo United States Census Bureau, il CDP di Claymont si estende su un territorio di 5,5 km², tutti quanti occupati da terre. L'area definita come Claymont generalmente comprende tutti i territori con il Zip Code 19703, che hanno come confine a nord il Pennsylvania, a est il fiume Delaware, e la linea della Baltimore and Ohio Railroad a ovest, mentre infine il fiume Perkins Run a sud..

## Popolazione
Secondo il censimento del 2000, a Claymont vivevano 9 220 persone, ed erano presenti 2 400 gruppi familiari. La densità di popolazione era di 1687,1 ab./km². Nel territorio comunale si trovavano 4 193 unità edificate. Per quanto riguarda la composizione etnica degli abitanti, il 71,04% era bianco, il 23,33% era afroamericano, lo 0,33% era nativo, e l'1,44% era asiatico. Il restante 3,86% della popolazione appartiene ad altre razze o a più di una. La popolazione di ogni razza proveniente dall'America Latina corrisponde al 4,18% degli abitanti.
Per quanto riguarda la suddivisione della popolazione in fasce d'età, il 26,4% era al di sotto dei 18, l'8,5% fra i 18 e i 24, il 34,0% fra i 25 e i 44, il 19,0% fra i 45 e i 64, mentre infine il 12,1% era al di sopra dei 65 anni di età. L'età media della popolazione era di 35 anni. Per ogni 100 donne residenti vivevano 89,9 maschi.
Il Zip Code 19703 include anche altre comunità, come Ashbourne Hills, la Greentree section, la Society Hill Section, e parti del Rolling Park, che non sono incluse nel CDP di Claymont, e contano una popolazione di 15 312 abitanti secondo il censimento del 2000.

## Monumenti e luoghi d'interesse
- Archmere Academy
- Block House
- Claymont Stone School
- Darley House
- Robinson House